# Ếch cây lớn
Ếch cây lớn, tên khoa học Zhangixalus smaragdinus, là một loài ếch trong họ Rhacophoridae. Loài này có ở Bangladesh, Trung Quốc, Ấn Độ, Myanmar, Nepal, Thái Lan, Campuchia có thể cả Bhutan, và có thể cả Lào và Việt Nam.
Các môi trường sống tự nhiên của chúng là các khu rừng ẩm ướt đất thấp nhiệt đới hoặc cận nhiệt đới, rừng mây ẩm nhiệt đới và cận nhiệt đới, đầm nước ngọt, đầm nước ngọt có nước theo mùa, và ao. Chúng không được xem là bị đe dọa theo IUCN.

## Tham khảo

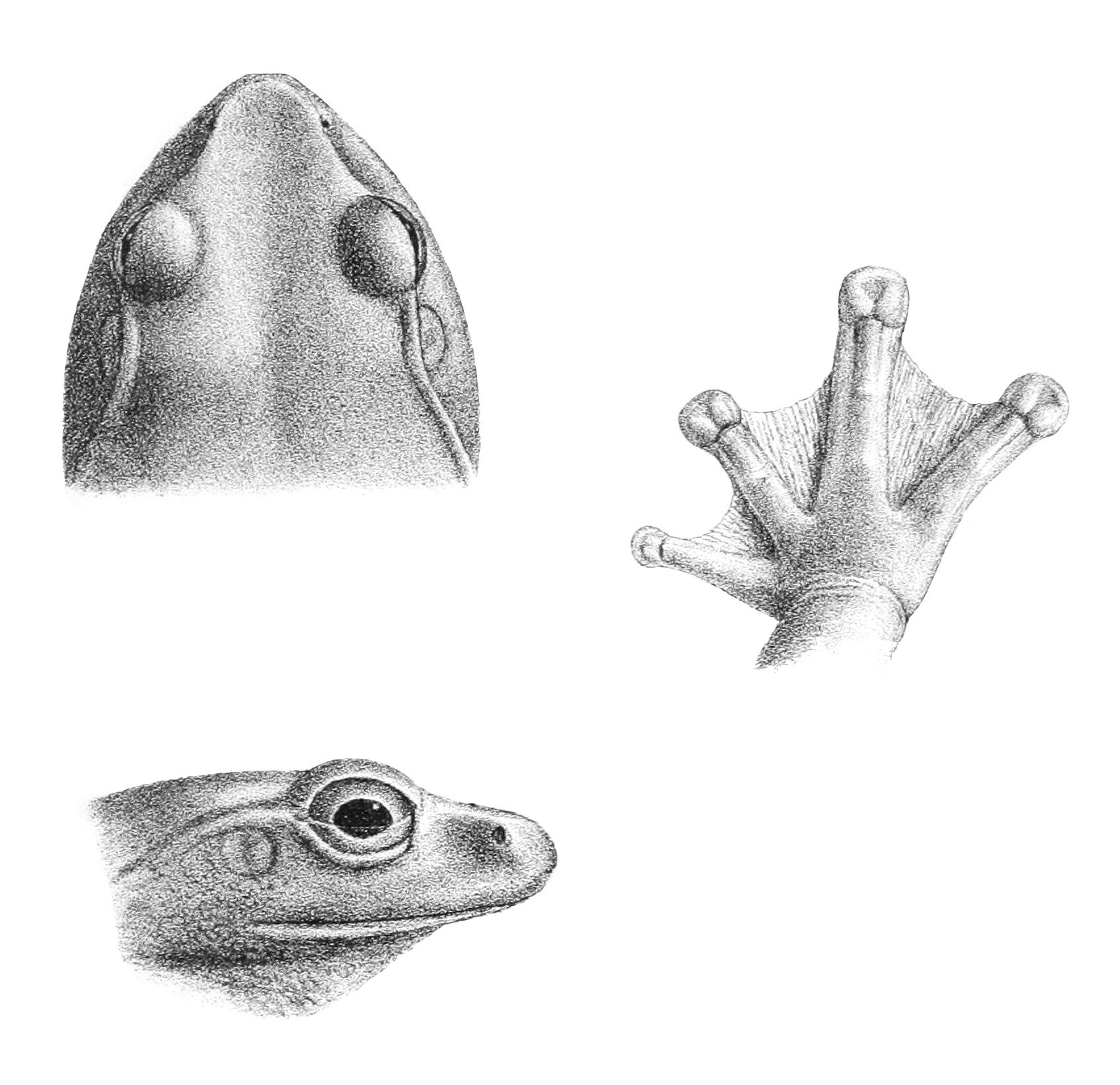
Bản vẽ mô tả